# Panzerhaubitze 70
Die Panzerhaubitze 70 (kurz PzH 70; alternative Bezeichnungen Panzerhaubitze 155-1, kurz PzH 155-1 oder SP70) war Anfang der 1970er-Jahre ein Gemeinschaftsprojekt zwischen Deutschland, Großbritannien und Italien. Die Entwicklung endete 1986 mit der Einstellung des Vorhabens.

## Beschreibung

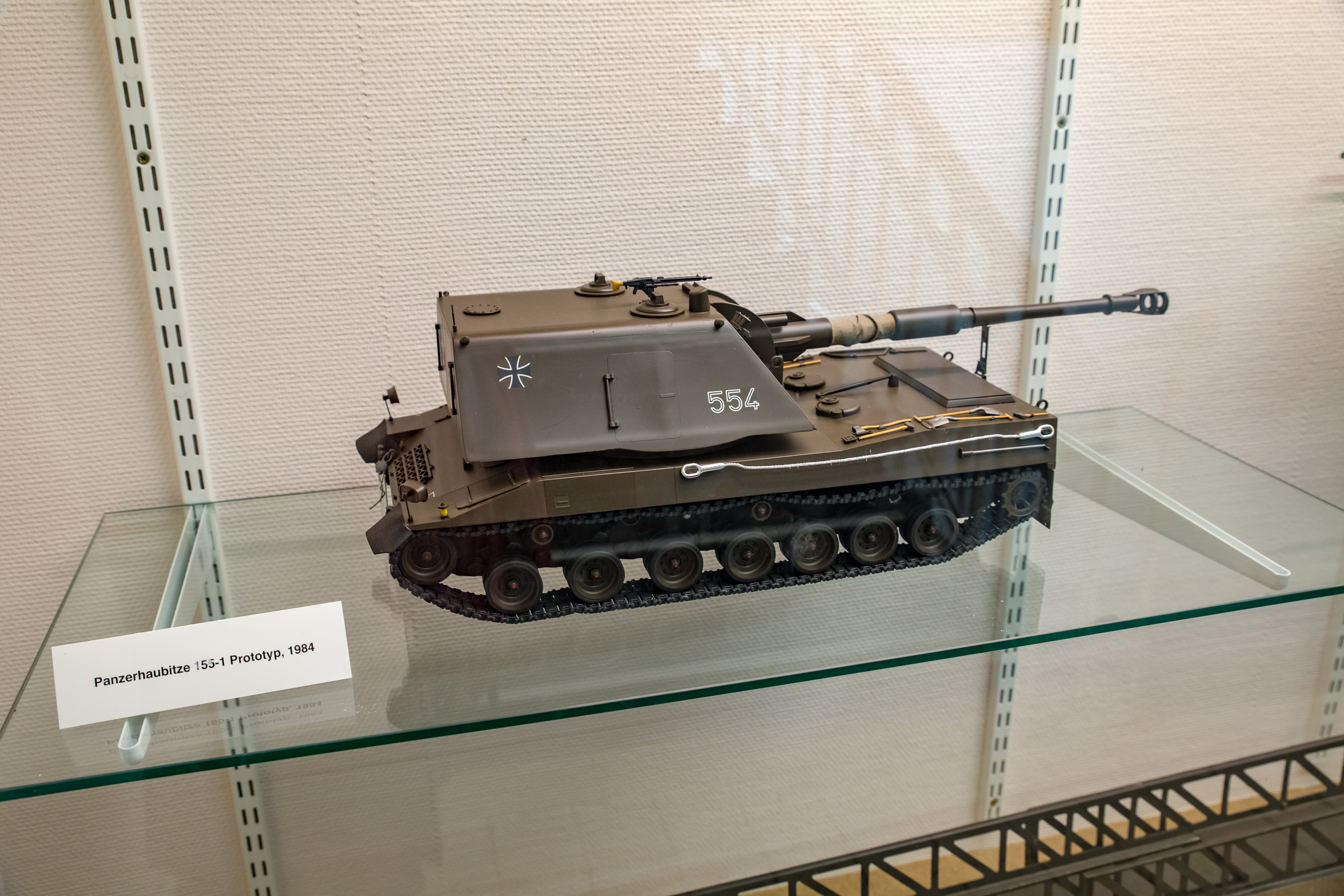
Modell des Prototyps der Panzerhaubitze 155-1 in der Wehrtechnischen Studiensammlung Koblenz

Im Jahr 1973 begann die trinationale Entwicklung für ein Nachfolgemodell der US-amerikanischen Panzerhaubitze M109, die von Italien, Deutschland und Großbritannien verwendet wurde. Die Konstruktion zeichneten diverse technische Neuerungen, wie einen Ladeautomaten und Salvenfeuerfähigkeit, aus, die es ermöglichte, drei Schuss in zehn Sekunden abzufeuern. Die Bewaffnung basierte auf dem in den 1970er-Jahren entwickelten Feldgeschütz FH155-1. Dieses wurde auf einem modifizierten Leopard-1-Fahrgestell konzipiert, später aus Gewichtsgründen auf einem modifizierten Leopard-2-Chassis.
Insgesamt wurden zwölf Prototypen gefertigt, fünf Prototypen A 1977 und sieben Prototypen B 1984. Die Wanne und der Turm des Prototyps A bestanden aus Leichtmetall. Angetrieben wurde der 46 Tonnen schwere Panzer (Gefechtsgewicht) von einem 8-Zylinder-Turbodieselmotor des Typs MB 871, der mit 26.400 cm³ Hubraum eine Leistung von 1.000 PS erbrachte.
Dennoch konnte kein Prototyp den Anforderungen gerecht werden. Zudem führten weitere technische Probleme immer wieder zu Zeitverzögerungen, was die Entwicklungskosten laufend erhöhte. Letztendlich wurde die Zusammenarbeit 1986 wegen unüberwindbarer Differenzen und technischer Probleme aufgekündigt. Die Entwicklungsarbeit wurde auf nationaler Ebene fortgesetzt, daraus resultierten die deutsche Panzerhaubitze 2000, die britische AS90 und die italienische Panzerhaubitze Palmaria.